# Fredrik Ljungberg (industriman)
Fredrik "Fred" Hjalmar Ljungberg, född 28 maj 1879 i Agnetorps församling, Västergötland, död 12 mars 1944 i Jönköpings Sofia församling,, var en svensk affärs- och industriman.
Efter utbildning i Sverige var Ljungberg direktör för firma Trummer & co. i London, som bland annat var Svenska Tändsticks Aktiebolaget:s ombud på brittiska marknaden. Han var en av de ledande krafterna i Svenska handelskammaren för Storbritannien och Irland och dess vicepresident 1931. Under rekonstruktionen av Svenska Tändsticks Aktiebolaget efter Kreugerkraschen 1932 var Ljungberg en av de tre administratörer och var från december 1932 bolagets VD.

## Fotnoter
1. ↑  Sveriges Dödbok 1901–2009, DVD-ROM, Version 5.00, Sveriges Släktforskarförbund (2010).
2. ↑  Björn Gäfvert: Fredrik (Fred) H Ljungberg i Svenskt biografiskt lexikon